# Empoasca rubricunda
Empoasca rubricunda är en insektsart som beskrevs av Delong 1982. Empoasca rubricunda ingår i släktet Empoasca och familjen dvärgstritar.
Artens utbredningsområde är Peru. Inga underarter finns listade i Catalogue of Life.